# 가와무라 다쿠미
가와무라 다쿠미(일본어: 河村 匠, 2000년 9월 13일~)는 일본의 축구 선수이다.

## 구단 경력
그는 2023년 J2리그의 이와키 FC에 입단했다. 2024년 도쿄 베르디와 블라우블리츠 아키타에서 뛰었다. 2025년 J3리그의 가이나레 돗토리로 이적했다.